# Sosthène Weis
 Sosthène Weis (Niedermertzig, 29 de enero de 1872 - Luxemburgo, 1 de enero de 1941) fue un prolífico artista luxemburgués, que pintó más de 5.000 acuarelas, la mayoría de Luxemburgo y sus alrededores. También trabajó como arquitecto y diseñó algunos de los edificios más destacados del Gran Ducado. 

## Primeros años
Nacido en Niedermertzig cerca de Ettelbruck el 29 de enero de 1872, era hijo de François Weis, que era curtidor. Después de terminar la escuela secundaria en el Ateneo de Luxemburgo, donde Michel Engels lo introdujo en el diseño gráfico, estudió ingeniería civil en la Politécnica de Aquisgrán desde 1891 y luego en la Universidad Técnica de Múnich.

## Arquitecto
Tras terminar los estudios, trabajó durante algunos años con el reconocido arquitecto de Múnich Hans Grassel. Tras volver a Luxemburgo, en 1902 se casó con Marie Pütz con quien tendría tres hijos. El mismo año, el gobierno le encargó llevar a cabo un estudio sobre el sanatorio de Ettelbruck.  
En 1904, diseñó el convento benedictino de Peppange. En 1905, sucedió a Prosper Biwer como arquitecto del gobierno y en 1917, se convirtió en el arquitecto jefe de la empresa siderúrgica  Arbed. Allí, junto a René Théry de Bruselas, supervisó la construcción de la nueva sede de la empresa en Luxemburgo, así como las viviendas para los empleados y trabajadores. Entre sus obras más importantes se encuentran la construcción de la oficina de correos de Luxemburgo, el Lycée technique des Arts et Métiers de Limpertsberg, la ampliación de las instalaciones del balneario en Mondorf-les-Bains y, por supuesto, la Verwaltungssitz Arbed.

## Pintor
Aunque Weis fue un arquitecto de éxito, ahora se le recuerda sobre todo por sus pinturas. Ya de niño, decoraba sus cartas con diseños florales. Cuando estaba en el extranjero, siguió cursos de arte y pintura de acuarela, especialmente con William Turner. Se convirtió en un apasionado de la pintura de acuarela, y siempre llevaba las pinturas y los pinceles allí donde iba. En Luxemburgo, solía ir a los valles de Pétrusse o de Alzette, o a los suburbios para encontrar escenas interesantes para pintar. A menudo volvía a pintar el mismo lugar cuando la luz había cambiado, a veces años después. Sus pinturas son, por tanto, de gran valor documental. Aunque la mayoría de sus cuadros son de la ciudad de Luxemburgo y sus alrededores, también se aventuró por todo el país y pintó escenas del Mosela, los pueblos mineros del sur y las montañas al norte. También pintó escenas de los países vecinos de Luxemburgo, así como durante sus viajes a Turquía, Túnez, Grecia y Yugoslavia.
Sus pinturas tempranas, hasta 1900, muestran la influencia de sus intereses arquitectónicos, así los edificios se representan con una precisión exacta. A partir de entonces, asume el estilo romántico postimpresionista y empieza a brillar, especialmente en su obra de 1915 a 1945. Sus colores cálidos predominan con una abundancia de violetas, azules y orcres.  
Weis dominó el arte de capturar el momento, reprodujo poéticamente la luz brumosa de la madrugada, el calor del mediodía o el surgimiento de la niebla en los valles por la noche. Poco a poco la realidad dio paso a un estado menos preciso, las imágenes más sugestivos se concentran en lo esencial. En sus escenas, interpreta cada vez más y más libremente la realidad hasta que finalmente sus cuadros revelan un mundo de sueños y fantasía.

## Galería de imágenes

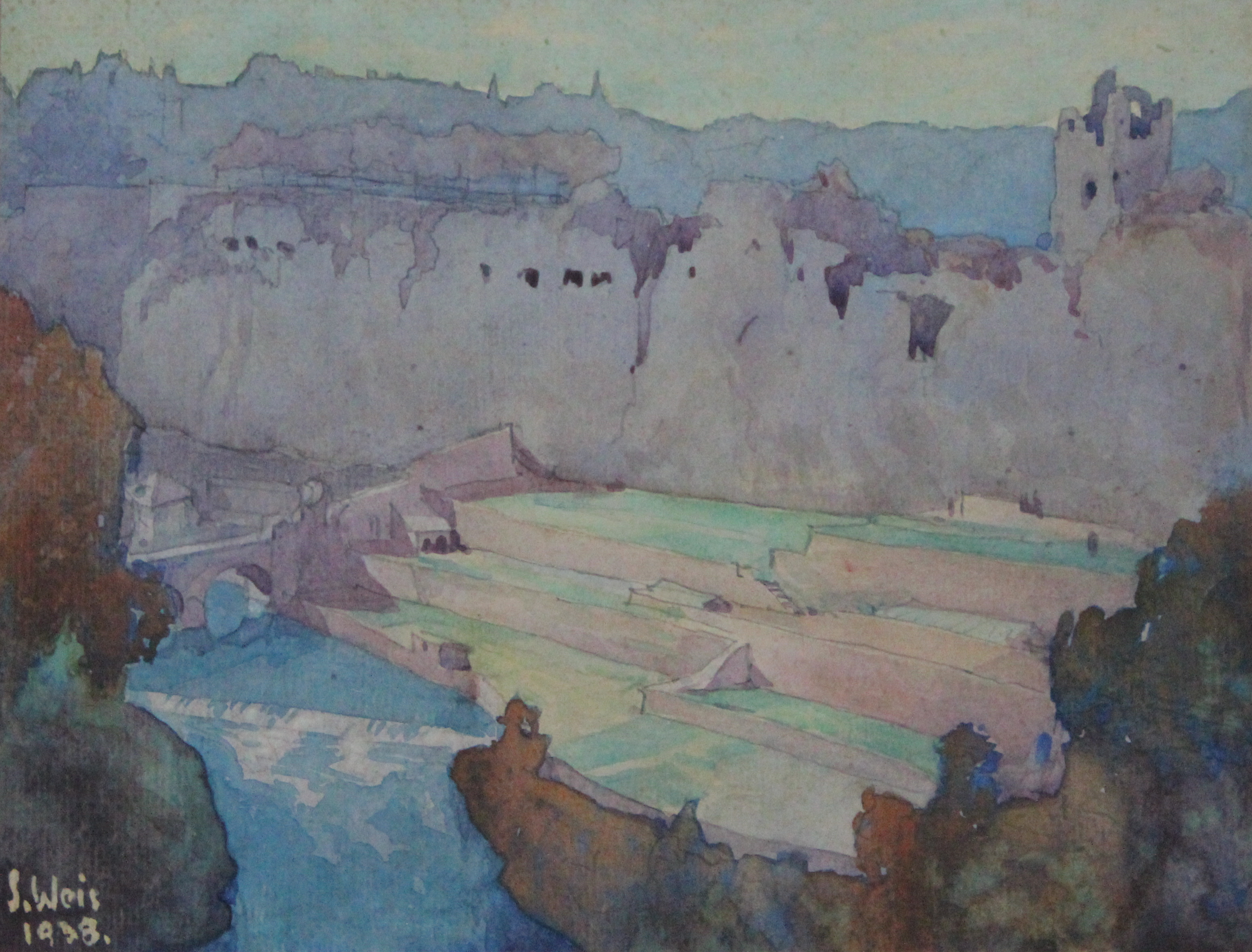
Vue sur le Bockfiels, acuarela, 1938.
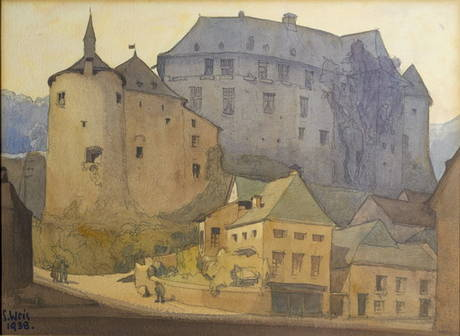
Le château de Clervaux, 1938.
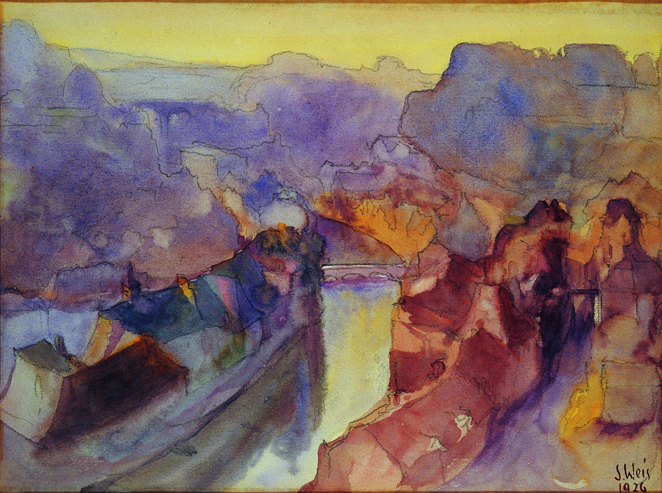
Le Grund à Luxembourg, 1926.
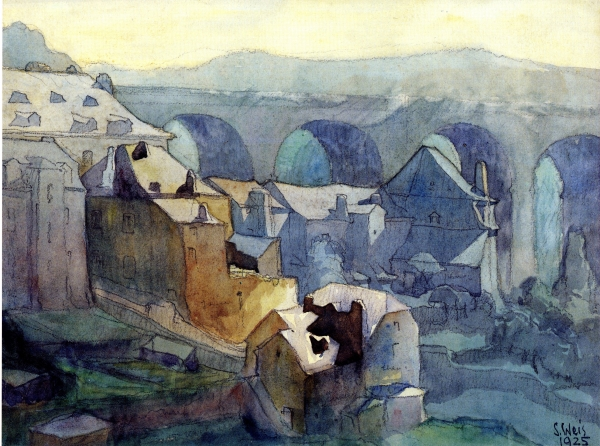
Vue hacia las maisons de la rue Vauban et le Viaduc, 1925.
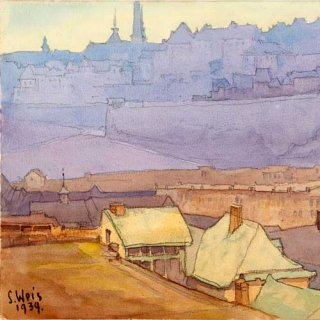
Le faubourg du Grund, à Luxembourg, 1939.
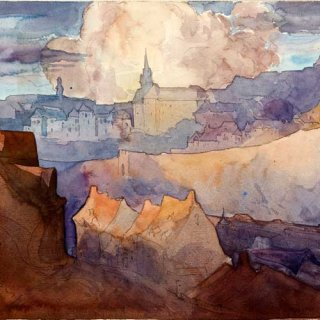
Le Grund te la cornisa, 1926.
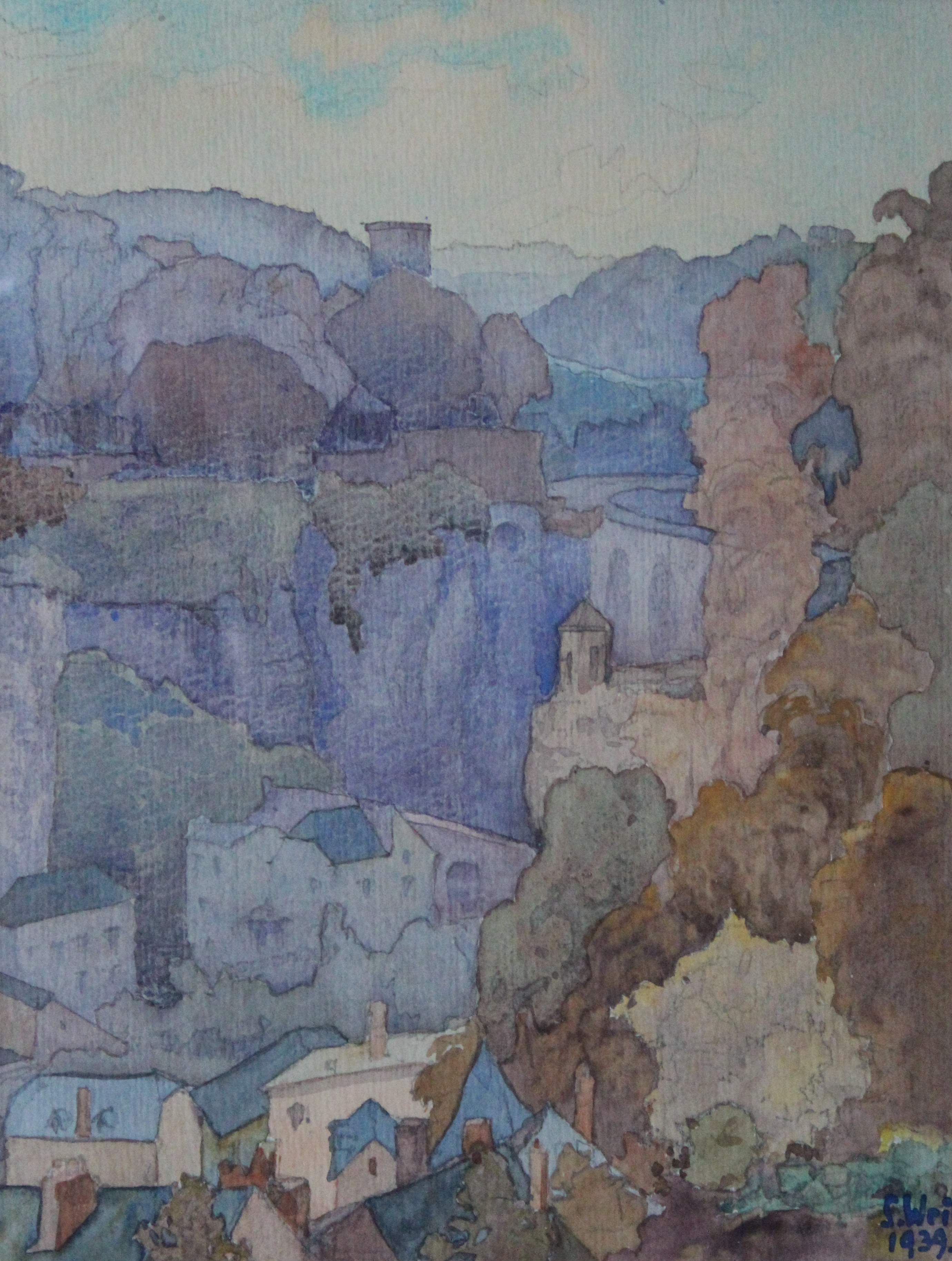
Vue sur Luxembourg, 1939.
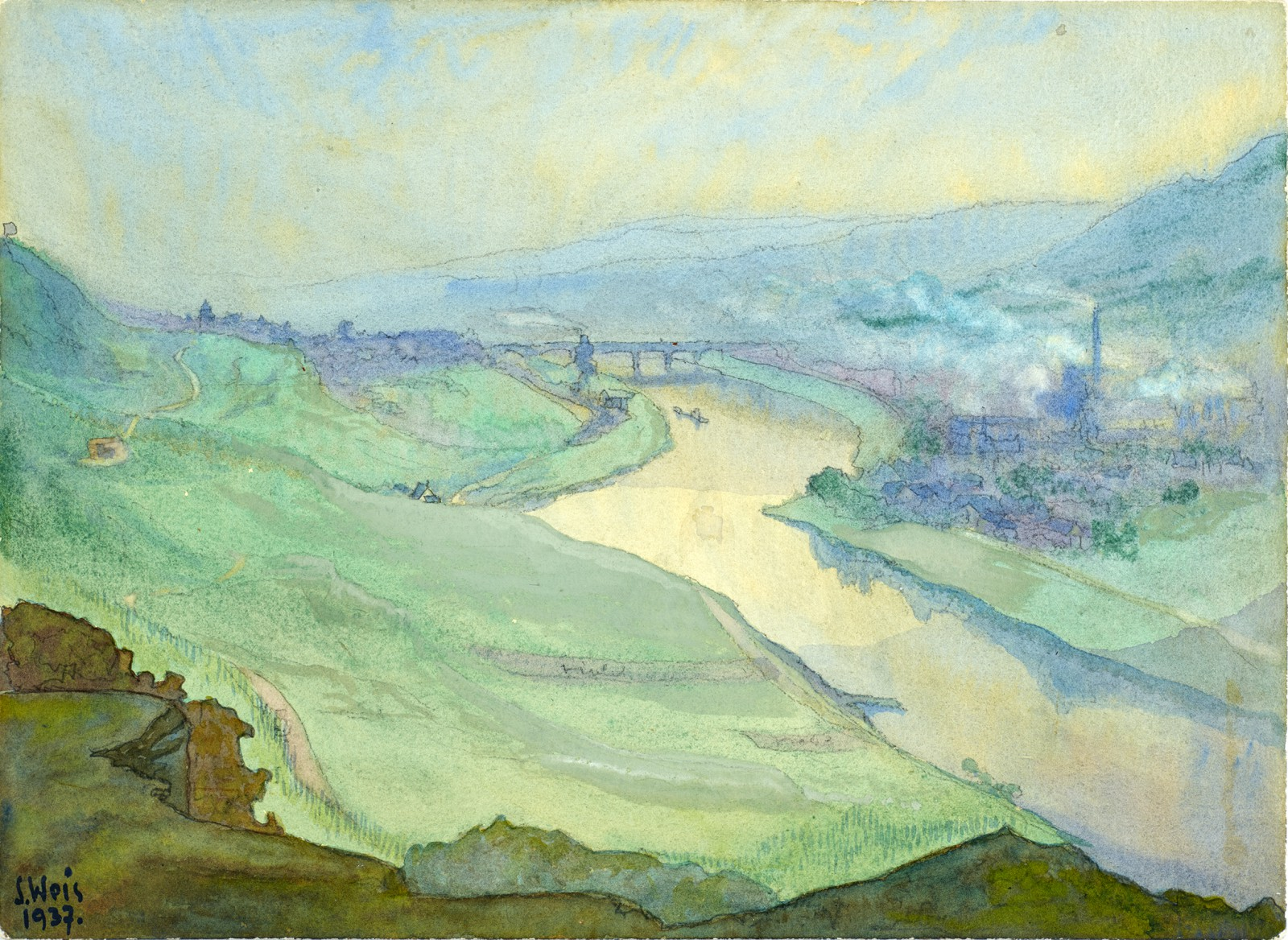
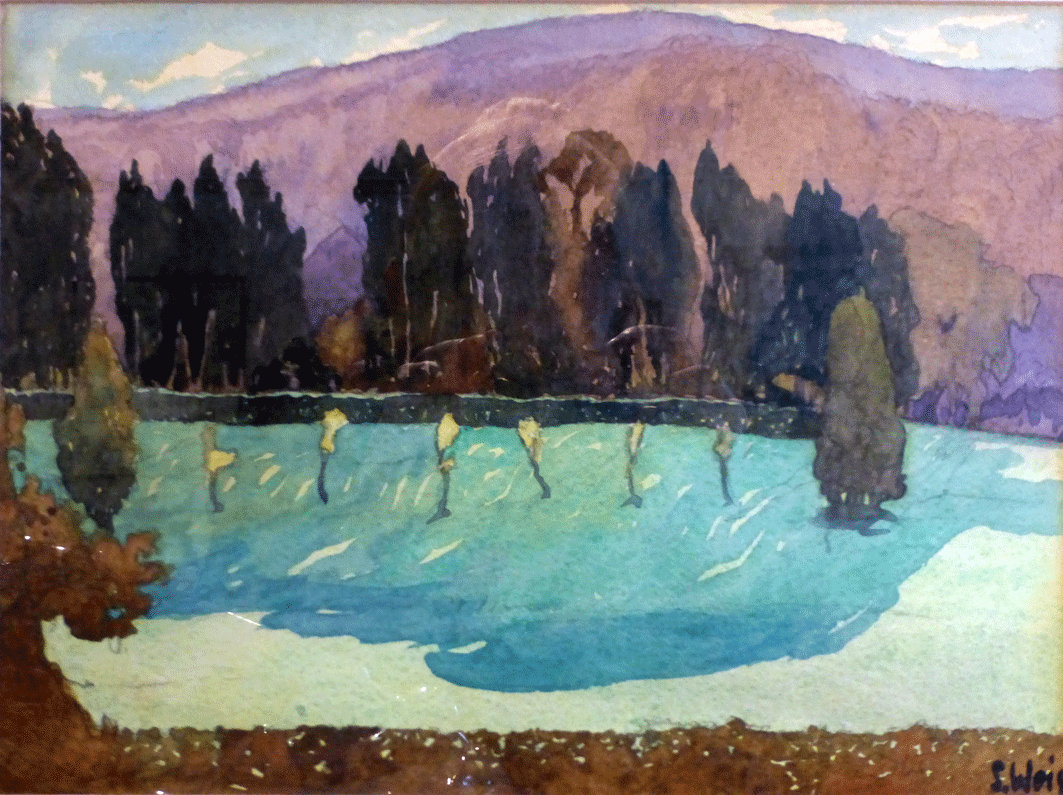
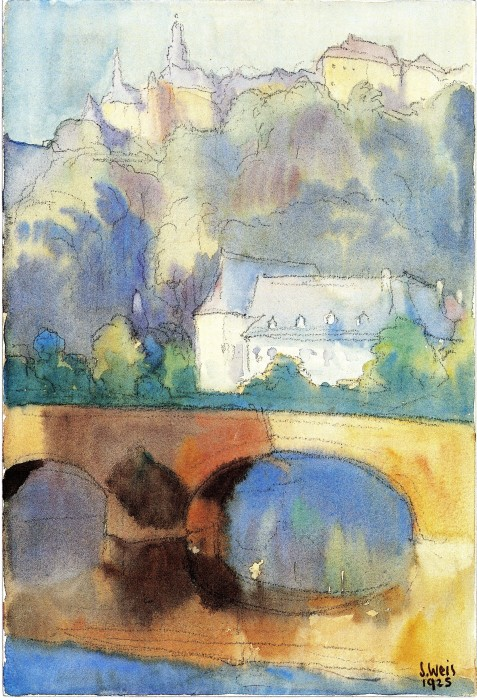
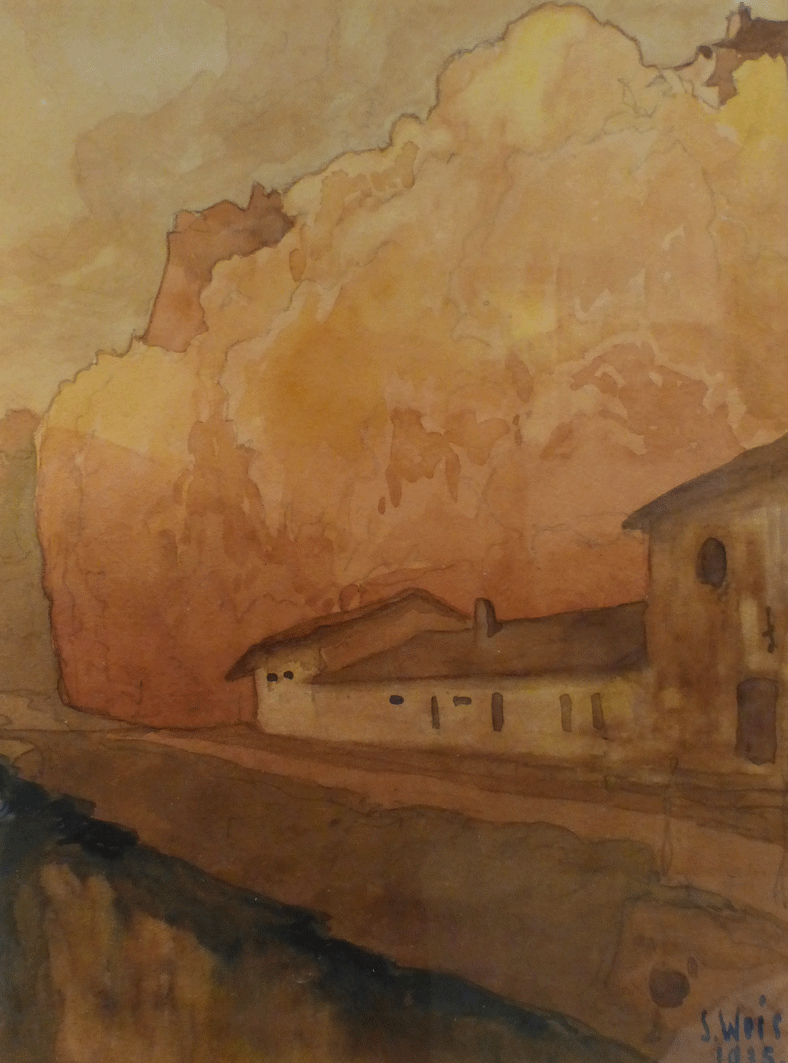
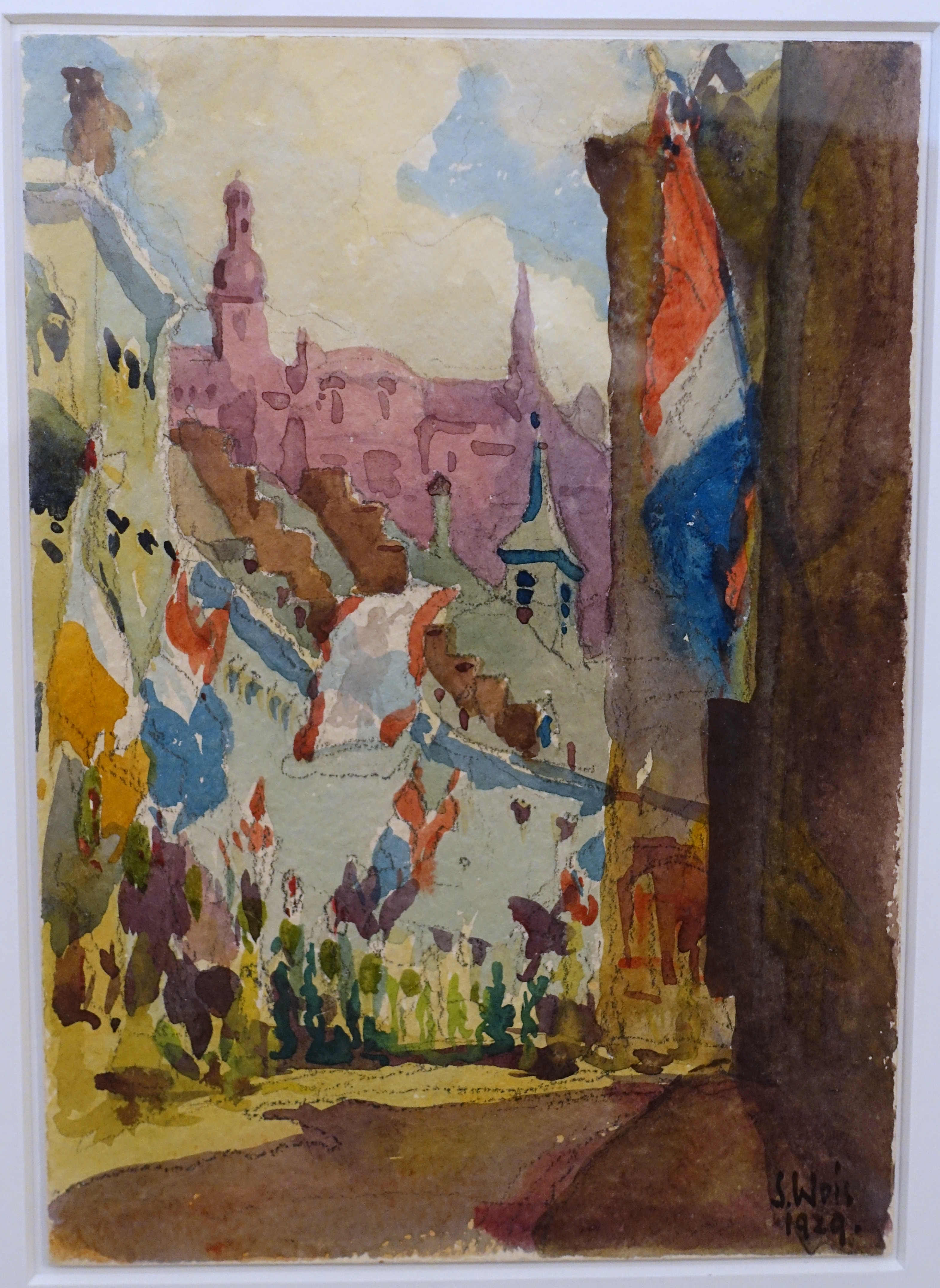
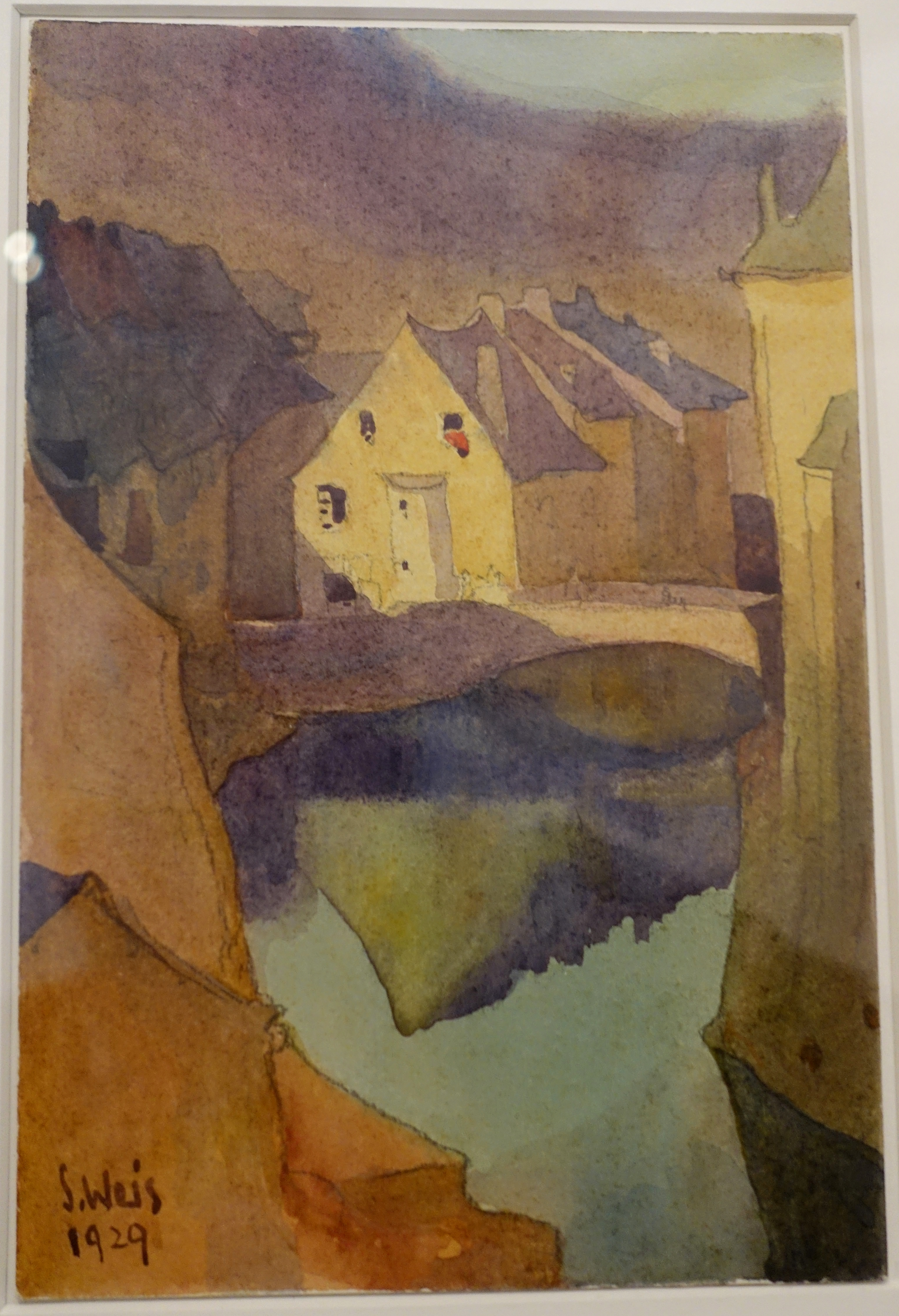
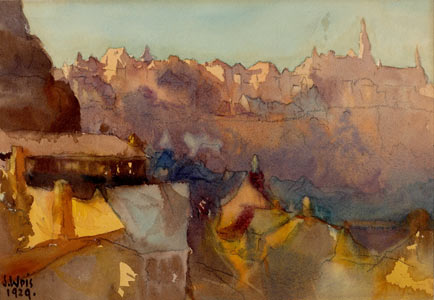